# Прицільна гондола

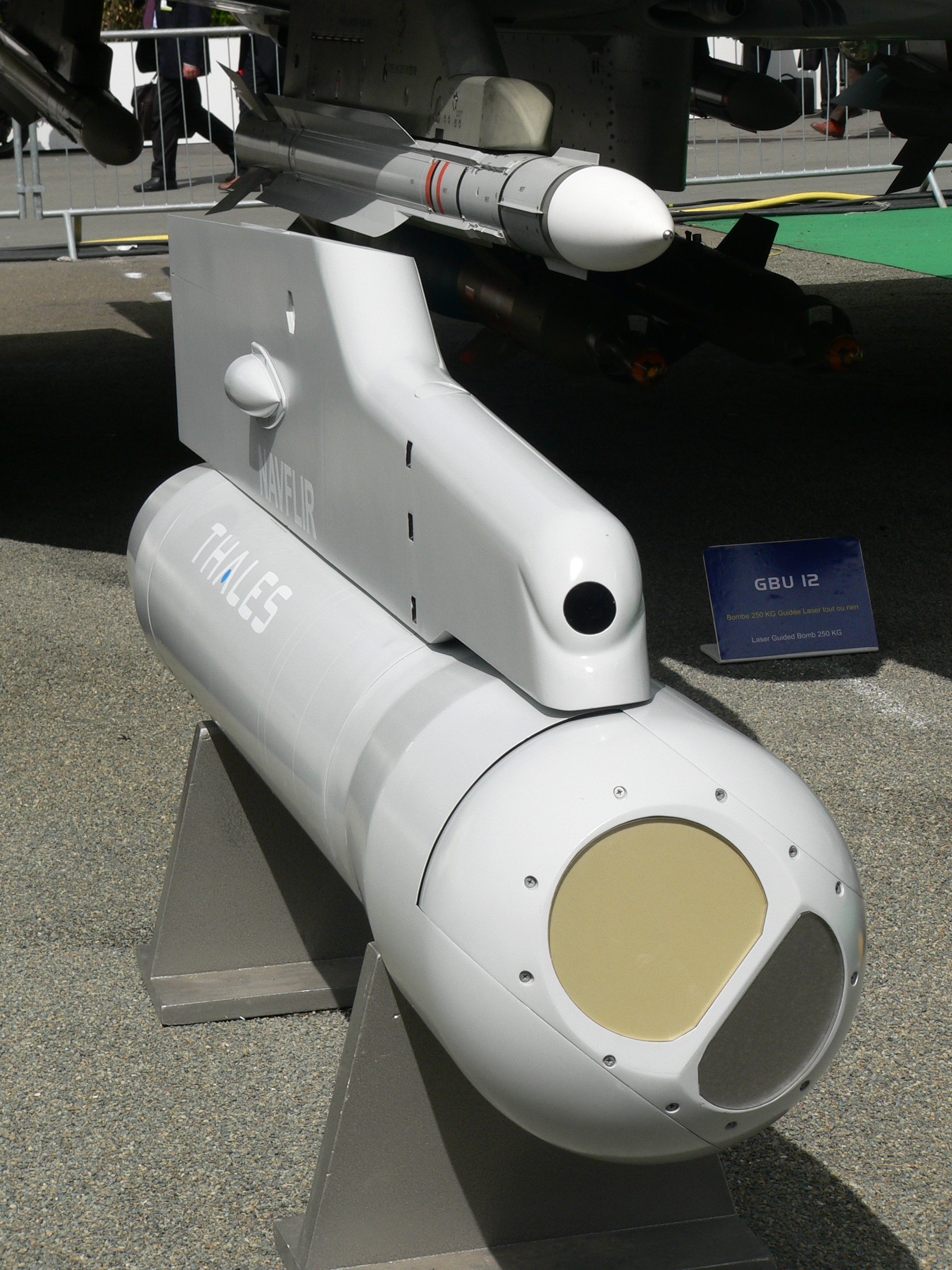
Прицільна гондола Damocles розробки компанії Thales поєднана з тепловізором NAVFLIR

Прицільна гондола — це пристрій позначення цілей, які використовують на штурмовиках для ідентифікування цілей та наведення високоточної зброї (ВКЗ), такої як бомби з лазерним наведенням. Перші прицільні гондоли були розроблені для першого покоління ВКЗ у середині 1960-х.

## Категорії

### Лазерні покажчики
Конструкція керованих лазером бомб потребує "лазерний точковий трекер", який знаходить відбиті імпульси лазерного світла від позначеної цілі. Це включає систему прицілювання літака для наведення на визначену ціль. Найпростіші трекери (такі як гондола Pave Penny) взагалі не мають лазера, лише лазерний сенсор.
Деякі системи прицілювання мають лазерні далекоміри, де лазерний промінь може вирахувати точну відстань до цілі і передати інформацію до навігаційної/ударної системи. Багато прицільних гондол або установок використовують такий самий сенсор, як і лазерний точковий трекер для отримання відбитого сигналу далекоміра, тому вони можуть обраховувати відстань та відстежувати ціль; вони мають назву лазерний далекомір і шукач для позначення цілей (LRMTS). Деякі прицільні системи мають лазер який може визначати ціль для зброї керованої лазером, що дає можливість літаку визначати власні цілі або позначати цілі для союзників. Установки LRMTS (особливо фіксовані внутрішні блоки) 1970-х років часто не мали лазерів потрібної потужності та можливостей для визначення цілей, хоча вони могли визначати відстань. Такі блоки все ж потребували позначення цілей від наземних спостерігачів або з літака-спостерігача.

### Електрооптичні

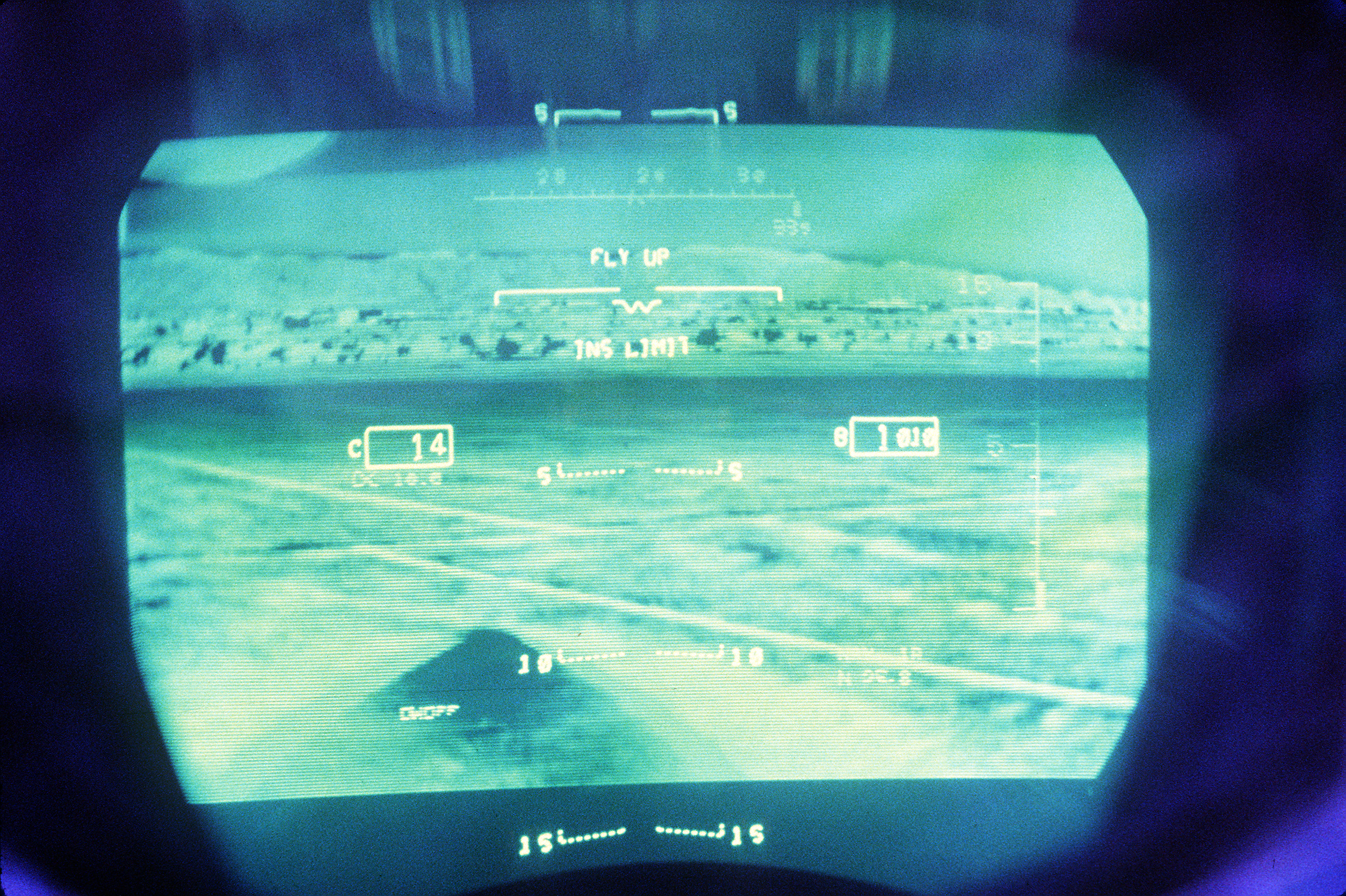
F-15E Прозорий дисплей інфрачервоного зображення від LANTIRN.

Базовий електрооптичний сенсор, по суті, є замкнутою телевізійною камерою, зазвичай зі збільшувальним склом, яка допомагає екіпажу визначати та ідентифікувати цілі. Для використання вночі та за несприятливої погоди, багато сенсорів мають низькорівневі системи посилення світла. Деякі гондоли на додачу мають базові візуальні електрооптичні сенсори зі спрямованими вперед інфрачервоними камерами (СВІЧК) для допомоги у визначенні та ідентифікації цілей вночі. Такі системи інколи називають інфрачервоні сенсори пошуку та відстеження.

### Радарні
Деякі гондолі можуть містити маленькі радари які використовують для прицілювання та навігації, зазвичай у літаків які не мають радарів. Такі системи, наприклад, розроблялися для неуспішної версії N/AW (Нічного/всепогодного) штурмовика ВПС США A-10 Thunderbolt II. На даний час лазерні та інфрачервоні системи більш популярні за радари тому, що їх складніше засікти. Лазери також дозволяють більш точно визначити відстань до цілі для повітряного стрільця.

## Перелік прицільних гондол

### Гондоли з лазерними точковими трекерами
- Pave Penny

### Гондоли з лазерними покажчиками

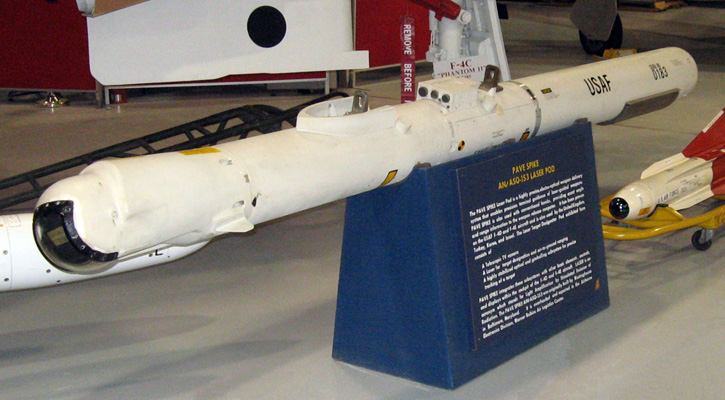
AN/ASQ-153 Pave Spike

- ATLIS
- ATLIS II
- K/PZS-01
- Loong Eye I
- Loong Eye II
- OC2
- OC5
- Pave Knife
- Pave Spike

### Гондоли з СВІЧК
- Навігаційна гондола Blue Sky

### Гондоли СВІЧК та лазерні покажчики
- AN/ASQ-228 ATFLIR
- ASELPOD[1]
- AUEODS
- FILAT
- K/JDC-01
- LANTIRN
- LITENING
- Lockheed Martin AN/AAS-38 Nite Hawk
- Lockheed Martin Sniper XR
- Pave Tack
- PDLCT
- STS-55
- STS-56
- Thalès Damoclès
- TIALD
- TX-S55
- TX-S56
- WMD-7
- Sapsan-E
- T220/E
- YINGS-III
- T220